# Stress test delle banche
Lo stress test delle banche o il programma di valutazione del capitale di vigilanza è una valutazione della riserva di capitale in corso da parte della Federal Reserve americana e dalle autorità di vigilanza bancaria per determinare se le organizzazioni bancarie più grandi degli Stati Uniti hanno capitale sufficiente a reggere l'impatto di un ambiente economico più difficile rispetto a quanto attualmente previsto. I lavori si sono conclusi entro la fine di aprile 2009.
Analoga operazione è stata effettuata da parte del Cebs (Committee of European Banking Supervisors) in collaborazione con la Banca centrale europea e la Commissione europea sulle principali banche europee.
Il risultato ha evidenziato una buona capacità delle banche europee a reggere un eventuale peggioramento dell'economia reale nel prossimo biennio.
Infatti solo 13 non hanno passato l'esame: si tratta della tedesca Hypo Real Estate (già salvata dallo stato nel 2008 e successivamente nazionalizzata), la Eurobank Ergasias, la Banca Nazionale di Grecia, la Piraeus Bank (per quanto riguarda la Grecia), 5 casse di risparmio spagnole: Diada, Cajasur, Espiga, Unnim e Banca Civica, e 4 banche italiane. Il risultato non tiene conto che di certi particolari studiati, per non compromettere nessuna delle grandi banche. La percentuale delle banche sottoposte all'esame non è la stessa per tutti i paesi. In Spagna furono sottomesse all'esame il 95% delle banche mentre negli altri paesi solo il 50%.
Le banche italiane sottoposte allo stress test sono state 15 e quelle che non hanno superato l'esame sono 4, tra cui Monte dei Paschi di Siena e Carige.

## Campo di applicazione e scopo
L'operazione è limitata a organizzazioni bancarie con un patrimonio superiore ai 100 miliardi di dollari. Le organizzazioni del settore bancario incluse in questo esercizio comprendono il nucleo del sistema bancario degli Stati Uniti che rappresentano circa i due terzi del totale delle attività delle holding bancarie americane.
Gli istituti bancari ammissibili, con consolidata attività inferiore a $ 100 miliardi, possono anche ottenere capitali dal Programma di acquisto del capitale (PAC). L'ammissibilità è coerente con i criteri e il processo deliberativo stabilito per l'identificazione di qualificate istituzioni finanziarie (QFIs) nel Programma di Acquisto di capitale esistente. 
L'autorità di vigilanza sta conducendo tali valutazioni su un capitale di base interministeriale per assicurare che esse siano svolte in modo tempestivo e coerente. Ogni istituto finanziario è stato incaricato di analizzare le potenziali perdite a livello di impresa, in prestiti e nel suo portafoglio titoli, come pure da qualsiasi impegno fuori dal bilancio e passività potenziali / esposizioni, definiti sulla base di due scenari economici su un orizzonte temporale di due anni (2009 - 2010). Inoltre, alle imprese con attività commerciali di 100 miliardi di dollari e più, viene chiesto di stimare il potenziale di perdita legato al trading in questi stessi scenari. 
Istituzioni finanziarie partecipanti stanno anche prevedendo le risorse interne disponibili per assorbire le perdite, compresi i pre-provvigioni degli utili e le indennità per perdite su crediti. Come parte del processo di vigilanza, l'autorità di vigilanza si è riunita con la dirigenza di ogni ente finanziario per rivedere e discutere le previsioni sulle perdite e le entrate di reddito. Sulla base di tali discussioni, l'autorità di vigilanza sta valutando le potenziali perdite specifiche alle istituzioni e stima le risorse per assorbire tali perdite nei casi più avversi, e stabilire se l'ente ha un capitale tampone sufficiente necessario a garantire che abbia la qualità e la quantità di capitale necessario per svolgere il proprio ruolo vitale per l'economia.

## Scenari macroeconomici e le ipotesi
La valutazione del capitale economico copre due scenari: uno scenario di base e uno scenario più negativo. Questa sezione fornisce le informazioni previste per le istituzioni finanziarie che partecipano a questi scenari macroeconomici. 

### Scenario base
Per l'attuazione del programma di valutazione del capitale di vigilanza, le ipotesi di base per la crescita del PIL reale e il tasso di disoccupazione per il 2009 e il 2010 si presume essere pari alla media delle proiezioni pubblicate da Consensus Forecasts, l'indagine Blue Chip, e la Survey of Professional Forecasters nel mese di febbraio. Questa base è destinata a rappresentare un punto di vista circa la profondità e la durata della recessione. Considerate le attuali incertezze, non vi è un rischio che l'economia possa rivelarsi sensibilmente più debole di quanto previsto nello scenario di riferimento. 
Le ipotesi di base per le prospettive economiche sono coerenti con i prezzi delle case impliciti nei prezzi dei contratti futuri nell'indice composito Case-Shiller delle 10 città e la media delle risposte di uno speciale sondaggio sulla questione dei prezzi degli immobili realizzato da Blue Chip.

### Altri scenari negativi
Per l'aiuto alle istituzioni finanziarie in corso nelle loro pratiche di gestione del rischio, le autorità di vigilanza hanno anche messo insieme una alternativa "più negativa" allo scenario di riferimento. In base alla previsione, il percorso dell'economia degli Stati Uniti in questo scenario alternativo è più avverso e riflette una più profonda e lunga recessione rispetto a quella base. L'aspettativa del consenso è che è più probabile che l'attività economica sia migliore di quella indicata nella più avverse alternative, tuttavia, un risultato come questo non può essere escluso. 
Lo scenario "più negativi" è stato costruito dalla storica esperienza delle previsioni private così come dalle loro attuali valutazioni di incertezza. In particolare, sulla base della fedeltà storica delle previsioni di Blue Chip fatte a partire dal 1970, la probabilità che il tasso medio di disoccupazione nel 2010 possa essere almeno pari a quello preventivato dallo scenario più negativo è di circa il 10%. Inoltre, la probabilità soggettiva delle valutazioni fornite dai partecipanti ai sondaggi Consensus Forecasts di gennaio e Professional Forecasters di febbraio implica una probabilità di circa il 15% al fatto che la crescita del PIL reale potrebbe essere più basso, e la disoccupazione elevata almeno quanto ipotizzato negli scenari più negativi. 
In questo scenario i prezzi delle case sono stimati essere di circa il 10% inferiore alla fine del 2010 rispetto al loro livello nello scenario di base. Basato sulla variabilità dei prezzi delle case anno per anno dal 1900 vi è circa un 10 per cento di probabilità che i prezzi delle case saranno il 10 per cento più bassi rispetto al basale entro il 2010.